# ステップ (報道番組)
ステップ（すてっぷ）は2024年4月1日からテレビユー福島で放送されている平日夕方のローカルニュース番組である。

## 概要
本番組は2024年3月29日に『Nスタふくしま』が終了したため、その後番組としてスタートした。
7年半ぶりにキー局の夕方のニュース番組のタイトルと重ならないものになった。また在福民放4局の夕方のニュース番組のタイトルもキー局とすべて重ならないものになった。
またこの番組は同時期に終了した「WITH!」との事実上の統合番組になっており、県内のニュースだけではなくグルメやお出かけスポットを紹介するような情報番組の面も合わせ持っている。イメージソングとしてボーカルが福島県出身のサンボマスターの曲を使用している。

## 番組コンセプト
明日への一歩を後押しするニュース報道番組
キーワードは「前向き」「ポジティブ」
新しく生まれ変わるTUFの夕方番組"ニュース情報番組"は最新ニュースに加え、生活に役立つ情報や心動かされる話題が満載!
みんなと一緒にステップアップします!
福島の復興、笑顔あふれる未来に向かって一歩を踏み出そう
※番組公式ホームページより

## MC・キャスター
総合MC（月曜 - 木曜）
- 井上和樹
- 佐藤玲奈

総合MC（金曜）
- 奥秋直人
- 平岡沙理

フィールドキャスター
- 浦部智弘

## 放送時間
- 月曜 - 金曜 18:15 - 19:00（ただし、TBSが特番などでNスタを繰り上げるなどの対応をした場合はその時に準ずる）

## ONE ステップ
月曜から金曜の15:40 - 15:49はONEステップ（ワンステップ）という派生番組を放送している。これは前番組「#福の空」と同様にインフォマーシャルやその日のステップで取り上げる項目を先取りして紹介する。またこの時間では福島県内でいち早い（2024年4月現在）県内ニュースも2項目程度伝える。ただし、前番組と異なり、天気情報は放送しない。